# Graniczar
Graniczar (bułg. Граничар) – wieś w Bułgarii, w obwodzie Burgas, w gminie Sredec. W 2023 roku liczyła 17 mieszkańców.